# Застава Лесота
Тренутна застава Лесота је усвојена 4. октобра 2006. Ова застава је тробојка, плаве, беле и зелене боје. На средини се налзи mokorotlo. Застава је усвојена у част 40. годишњице независности и носи главну поруку политике мира ове земеље.

## Прва застава
Прва застава је усвојена 4. октобра 1966. када је ова земља стекла независност од Уједињеног Краљевства. На њој се налазио бели mokorotlo. Плава боја на застави је означавала небо и кишу, бела мир, зелена земљу, а црвена веру.

## Друга застава
Друга застава је усвојена 20. јануара 1987. након војног удара којим је свргнута Басото национална партија након 20 година власти. Промењени су и грб и дизајн заставе. Ипак бела је означавала мир, плава кишу а зелена просперитет.